# Stemhebbende glottale fricatief
De stemhebbende glottale fricatief is een klank die in het Internationaal Fonetisch Alfabet aangeduid wordt met ɦ, en in X-SAMPA met h\. De klank wordt meestal ingedeeld bij de medeklinkers, maar gedraagt zich soms ook als een klinker. 

## Kenmerken
- De manier van articulatie is ademend, wat betekent dat de stembanden lichtjes trillen terwijl er meer lucht ontsnapt dan bij andere klanken.
- In sommige talen is de manier van articulatie fricatief.
- Het articulatiepunt is veelal glottaal, wat inhoudt dat de klank wordt gearticuleerd met de glottis.
- Het is een orale medeklinker, wat wil zeggen dat de lucht door de mond naar buiten stroomt.
- Omdat de klank wordt gearticuleerd vanuit de keel zonder hulp van een onderdeel in de mond, is onderverdeling bij de laterale of centrale medeklinkers niet van toepassing.
- Het luchtstroommechanisme is pulmonisch-egressief, wat wil zeggen dat lucht uit de longen gestuwd wordt, in plaats van uit de glottis of de mond.

Deze pagina bevat fonetische informatie in het IPA, die in sommige browsers mogelijk niet correct wordt weergegeven.
Waar symbolen in paren voorkomen, vertegenwoordigt het rechter teken een stemhebbende medeklinker. Gearceerde gebieden bevatten medeklinkers die worden beschouwd als onuitspreekbaar.
Zie ook: IPA, Klinkers